# Inostemma walkeri
Inostemma walkeri är en stekelart som beskrevs av Jean-Jacques Kieffer 1914. Inostemma walkeri ingår i släktet Inostemma och familjen gallmyggesteklar. Arten är reproducerande i Sverige. Inga underarter finns listade i Catalogue of Life.